# Cirkulationsplats Evelund
Cirkulationsplats Evelund är en cirkulationsplats där Västeråsleden (Länsväg 800) från Sala möter Riksväg 56 respektive Riksväg 70. I nära anslutning till cirkulationsplatsen finns en rastplats, Rastplats Evelund samt en kontrollplats.
Cirkulationsplatsen är uppkallad efter den närliggande byn Evelund och blev till i samband med anläggandet av förbifarten utanför Sala. Innan dess utgjorde Västeråsleden en del av Riksväg 56 (tidigare Riksväg 67).